# Ілісуйський заповідник
Ілісуйський заповідник  (азерб. İlisu dövlət təbiət qoruğu) створений в 1987 році на площі 9,3 тис. га в Ґахському районі. В 2003 році територія заповідника розширена до 17381 га. Заповідник створений для охорони природного комплексу південних схилів Великого Кавказу, збереження і збільшення рідкісних і зникаючих видів флори і фауни, відновлення колишніх видів лісів, запобігання земель від ерозії та селів.

## Флора і фауна
У заповіднику Ілісу багато лікарських, ендемічних, рідкісних і зникаючих видів рослин. У районі зустрічаються фісташки східні, олеандри кавказькі, дуби східні, ясен Литвинова, береза Траутветтера, аґрус, шипшина, ожина, вушка, дрочок, черешня, журавлина, малина та ін. рослини поширені. Назви рослин берези Карачохре і Радде занесені до Червоних книг. На території заповідника мешкає 35 видів ссавців, які належать до 5 груп. Це копитні (олень благородний, козуля, лось, коза, кабан), хижі (бурий ведмідь, вовк, лисиця, кам'яна та лісова білки, бабак, борсук, єнот, лісовий кіт, рись), гризуни (заєць, рись, миші, білки та ін.), м'ясоїдні тварини (білохвості олені, дикобрази, дикобрази) та ін. складається з. Поширено до 90 видів птахів, що належать до 11 груп; і до 60 з них належать до папоротей. На території мешкає 12 видів рептилій. З них 7 належать до ящірок, 3 до ящірок, 1 до змій і 1 до змій. У річках заповідника мешкає річкова форель. Тут зустрічається 5 видів земноводних (жаб).

## Історія створення назви заповідника
Заповідник названий на честь села Ілісу Гахського району. Назва цього села утворилася зі значення «смердюча вода» у зв’язку із запахом джерела з сірчаною водою біля нього.
Село Ілісу, яке має багату історію, бере свій початок з 16 століття. В епоху Сефевідів, в 1562 році, Сефевіди розселили тюркське населення, а також сахурів, які мігрували з Дагестану, і заснували цю територію, яка в даний час вважається одним з найбільших сіл незалежного Азербайджану. Топонім села кипчацького походження, походить від слів «или» і «су» і означає «гаряча вода». На давньотюркських мовах «ілі су» також означає «вітряна вода». Але без сумніву прийнятним слід вважати перший варіант. Тому що в Ілісу є гарячі джерела, яких раніше було дуже багато, а зараз їх залишилося небагато. Крім того, існують такі варіанти назви села, як «їлі су», «еллі су», «улу су». Село розташоване за 12 кілометрів від районного центру, на висоті 1496 метрів над рівнем моря. На схід від села, за 10 кілометрів, розташована гора Гарагая, на півночі - долина Курмукчай. Крім того, в Ілісу є рідкісні природні перлини, такі як озеро Гочіатаг, ущелина Хамамчай, водоспади Су Говушан, Шахверді, Рам Рамай. Агчай і Курмукчай зустрічаються в районі Ілісу.

## Рельєф та клімат
Рельєф місцевості характерний для крутих схилів Головного Кавказького хребта, інтенсивно порізаних річковими долинами. На території заповідника переважає холодний клімат із сухою зимою та помірно-теплий клімат із майже рівномірним розподілом опадів. Середньорічна температура повітря коливається в межах 5-120. Зі збільшенням висоти кількість опадів зростає від 920 мм до 1400 мм. На території Ілісуського заповідника поширені гірсько-лучні, гірсько-лучно-лісові, бурі гірсько-лісові, гнило-карбонатні гірсько-лісові та бурі гірсько-лісові ґрунти.

## Гідрографія
Густота річкової мережі на території заказника становить 0,5–0,6 кілометра на 1 квадратний кілометр. Область входить до найбільшої (більше 25 л/с/км) і помірної (5–25 л/с/км) зон течії. Половина річок живиться ґрунтовою водою, половина — сніговою та дощовою. Максимальне водоспоживання ними припадало на квітень-червень, в основному за рахунок снігових і дощових вод. Ступінь мінералізації річкових вод 200–400 мг/л. Він відноситься до класу кальцію за хімічним складом. Гах, Гурмухчай та ін з території заповідника. річки течуть.